# Nicolae Vlad
Nicolae Vlad (n. 8 iunie 1883, Jina – d. 15 mai 1928, Cluj Napoca) a fost un deputat în Marea Adunare Națională de la Alba Iulia, organismul legislativ reprezentativ al „tuturor românilor din Transilvania, Banat și Țara Ungurească”, cel care a adoptat hotărârea privind Unirea Transilvaniei cu România, la 1 decembrie 1918.:p. 77

## Biografie
Acesta s-a născut la data de 8 iunie 1883, în comuna Jina din județul Sibiu.
A fost preot ortodox român în aceeași comună și președinte al Composesoratului grăniceresc de pădure din Jina.
A decedat la Cluj Napoca, la data de 15 mai 1928.:p. 16

## Activitatea politică

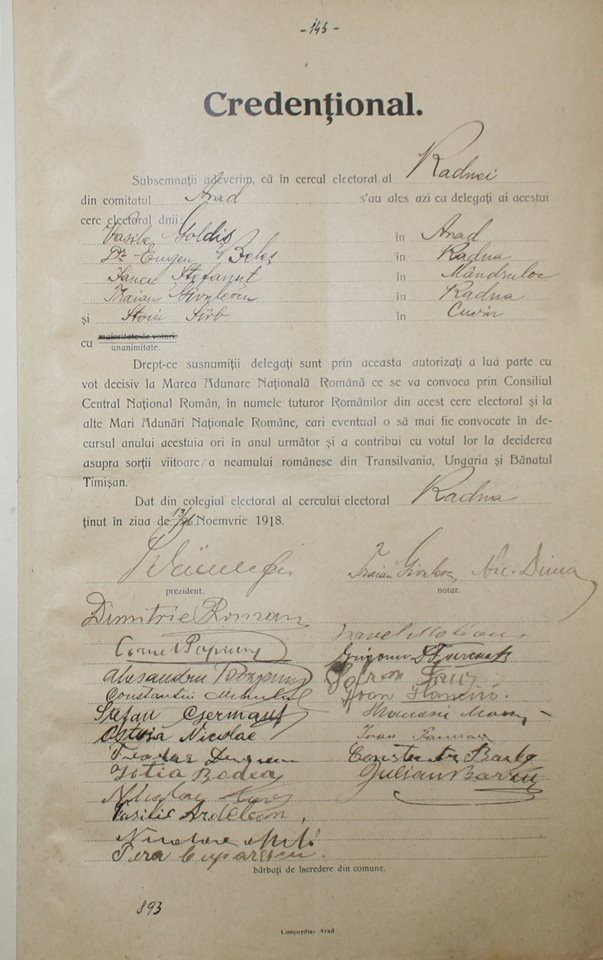
Credențional

Ca deputat în Adunarea Națională din 1 decembrie 1918 a reprezentat ca delegat de drept al comunei Jina .:p. 77:p. 16